# Canton de Bulgnéville
Le canton de Bulgnéville est une ancienne division administrative française, située dans le département des Vosges et la région Lorraine.

## Composition
| Nom                          | Code Insee | Intercommunalité | Superficie (km2) | Population (dernière pop. légale) | Densité (hab./km2) |
| ---------------------------- | ---------- | ---------------- | ---------------- | --------------------------------- | ------------------ |
| Bulgnéville (chef-lieu)      | 88079      | CC Terre d'Eau   | 13,33            | 1 505 (2014)                      | 113                |
| Aingeville                   | 88003      | CC Terre d'Eau   | 5,77             | 68 (2014)                         | 12                 |
| Aulnois                      | 88017      | CC Terre d'Eau   | 4,44             | 156 (2014)                        | 35                 |
| Auzainvilliers               | 88022      | CC Terre d'Eau   | 8,25             | 216 (2014)                        | 26                 |
| Belmont-sur-Vair             | 88051      | CC Terre d'Eau   | 6,17             | 109 (2014)                        | 18                 |
| Crainvilliers                | 88119      | CC Terre d'Eau   | 10,45            | 175 (2014)                        | 17                 |
| Dombrot-sur-Vair             | 88141      | CC Terre d'Eau   | 9,04             | 256 (2014)                        | 28                 |
| Gendreville                  | 88195      | CC Terre d'Eau   | 8,08             | 108 (2014)                        | 13                 |
| Hagnéville-et-Roncourt       | 88227      | CC Terre d'Eau   | 8,55             | 88 (2014)                         | 10                 |
| Malaincourt                  | 88283      | CC Terre d'Eau   | 6,05             | 94 (2014)                         | 16                 |
| Mandres-sur-Vair             | 88285      | CC Terre d'Eau   | 11,93            | 453 (2014)                        | 38                 |
| Morville                     | 88316      | CC Terre d'Eau   | 3,41             | 50 (2014)                         | 15                 |
| Médonville                   | 88296      | CC Terre d'Eau   | 7,27             | 79 (2014)                         | 11                 |
| Norroy                       | 88332      | CC Terre d'Eau   | 7,22             | 230 (2014)                        | 32                 |
| Parey-sous-Montfort          | 88343      | CC Terre d'Eau   | 7,04             | 141 (2014)                        | 20                 |
| Saint-Ouen-lès-Parey         | 88430      | CC Terre d'Eau   | 21,09            | 482 (2014)                        | 23                 |
| Saint-Remimont               | 88434      | CC Terre d'Eau   | 4,60             | 240 (2014)                        | 52                 |
| Saulxures-lès-Bulgnéville    | 88446      | CC Terre d'Eau   | 9,54             | 257 (2014)                        | 27                 |
| Sauville                     | 88448      | CC Terre d'Eau   | 14,38            | 189 (2014)                        | 13                 |
| Suriauville                  | 88461      | CC Terre d'Eau   | 13,44            | 215 (2014)                        | 16                 |
| Urville                      | 88482      | CC Terre d'Eau   | 4,02             | 61 (2014)                         | 15                 |
| La Vacheresse-et-la-Rouillie | 88485      | CC Terre d'Eau   | 9,36             | 136 (2014)                        | 15                 |
| Vaudoncourt                  | 88496      | CC Terre d'Eau   | 5,67             | 165 (2014)                        | 29                 |
| Vrécourt                     | 88524      | CC Terre d'Eau   | 12,46            | 370 (2014)                        | 30                 |

## Représentation

### Conseillers d'arrondissement (de 1833 à 1940)
Le canton de Bulgnéville avait deux conseillers d'arrondissement.
| Période                                  | Période          | Identité                                         | Étiquette           | Qualité |
| ---------------------------------------- | ---------------- | ------------------------------------------------ | ------------------- | --- |
| 1833                                     | 1836             | M. Lecomte                                       |                     | Propriétaire à Bulgnéville                                                                                  |
| 1833                                     | 1834 (démission) | Joseph Millot                                    |                     | Ancien capitaine d'infanterie légère, maire de Médonville                                                   |
| 1834                                     | 1842             | Charles Rouyer                                   |                     | Négociant, maire d'Urville                                                                                  |
| 1836                                     | 1839             | M. de Raillardy de Prantois                      | Monarchiste         | Rentier à Bulgnéville                                                                                       |
| 1839                                     | 1842             | Pierre Vaché                                     |                     | Rentier à Bulgnéville                                                                                       |
| 1842                                     | 1844             | M. Tulpain                                       |                     | Marchand de bois à Vaudoncourt                                                                              |
| 1842                                     | 1848             | Jules Gabriel Aymé (1806-1887)                   | Majorité dynastique | Avocat puis juge d'instruction à Neufchâteau, propriétaire à Médonville                                     |
| 1845                                     | 1848             | Baron Alfred Félix Gabriel Gérard de Saint-Amand |                     | Sous-lieutenant de Carabiniers au septième régiment d’Infanterie légère, maire de Saint-Ouen-lès-Parey      |
|                                          |                  |                                                  |                     | |
| 1889                                     | 1893 (décès)     | François Perrin                                  |                     | Propriétaire à Saulxures-lès-Bulgnéville                                                                    |
| 1889                                     |                  | Alphonse-Joseph Linge                            |                     | Négociant en vins, maire de Bulgnéville                                                                     |
|                                          |                  |                                                  |                     | |
|                                          | 1922             | Léon Linge                                       |                     | Maire de Bulgnéville                                                                                        |
|                                          | 1917 (décès)     | Léon-Pierre Millot (1847-1917)                   |                     | Viticulteur, pépiniériste, Président du Conseil d'arrondissement, maire de Mandres-sur-Vair                 |
| 1917                                     | 1919             | siège vacant                                     |                     | |
| 1919                                     | 1922             | Charles Ravenel                                  |                     | Maire de Sauville                                                                                           |
| 1922                                     | 1926             | André Clerc                                      |                     | Maire de Suriauville                                                                                        |
| 1922                                     | 1928             | Antoine Tulpain                                  |                     | Maire de Vaudoncourt                                                                                        |
| 1928                                     | 1931             | René Linge                                       | Rad.                | Négociant en vins à Bulgnéville, juge de paix                                                               |
| 1931                                     |                  | Paul Grandjean                                   | Rad.                | Instituteur, maire de Bulgnéville (1929-1933), juge de paix                                                 |
|                                          | 1940             | Paul Jacquemin                                   |                     | Agriculteur, maire de La Vacheresse-et-la-Rouillie                                                          |
| 1940                                     |                  |                                                  |                     | Les conseils d'arrondissement ont été suspendus par la loi du 12 octobre 1940 et n'ont jamais été réactivés |
| Les données manquantes sont à compléter. |                  |                                                  |                     | |

### Conseillers généraux de 1833 à 2015
| Période               | Identité                                                                 | Parti               | Fonction                                                  | Qualité |
| --------------------- | ------------------------------------------------------------------------ | ------------------- | --------------------------------------------------------- | --- |
| 1833-1842             | Joseph Marant                                                            |                     |                                                           | Négociant Maire de Bulgnéville (1820-1842) Ancien député des Vosges (1791-1792)                                                                                   |
| 1842-1844 (décès)     | Louis Charles François Raillardy de Prautois (1787-1844)                 |                     |                                                           | Propriétaire à Saulxures-lès-Bulgnéville |
| 1844-1848             | Jacques Tulpain                                                          |                     |                                                           | Greffier Maire de Vaudoncourt, conseiller d'arrondissement |
| 1848-1871             | Jules Aymé de la Herlière                                                | Majorité dynastique |                                                           | Avocat puis juge à Neufchâteau Maire de Neufchâteau Président du Conseil Général (1852-1870) Député (1852-1869)                                                   |
| 1871-1877             | Louis Pierre Raillardy de Prautois (1821-1895) - fils de L.de Raillardy) | Droite              |                                                           | Maire de Saulxures-lès-Bulgnéville |
| 1877-1887 (décès)     | Joseph Bailly                                                            | Républicain         |                                                           | Industriel, drapier, épicier Adjoint au Maire de Saint-Ouen-les-Parey                                                                                             |
| 1887-1901             | Cyrille Clément                                                          | Républicain         |                                                           | Notaire à Saint-Ouen-lès-Parey |
| 1901-1907             | Albert Colin                                                             | Progressiste        |                                                           | Médecin Conseiller municipal de Bulgnéville (1900-1912) Député (1909-1910)                                                                                        |
| 1907-1919             | Léon Simonet                                                             | Rad.                |                                                           | Vétérinaire Conseiller municipal de Bulgnéville (1882-1929) |
| 1919-1931             | Victor Robin                                                             |                     |                                                           | Agriculteur Maire d'Auzainvilliers (1904-1908 et 1911-1932) |
| 1931-1940             | René Linge                                                               | Rad.                |                                                           | Négociant en vins Maire de Bulgnéville (1933-1959), ancien conseiller d'arrondissement Nommé conseiller départemental en 1943                                     |
|                       |                                                                          |                     |                                                           | |
| 1945-1958             | René Linge                                                               | Rad.-RGR            |                                                           | Négociant en vins Maire de Bulgnéville (1933-1959) |
| 1958-1966 (décès)     | René Turquet décédé en cours de mandat                                   | DVD                 |                                                           | Agriculteur Maire de Saint-Ouen-les-Parey (1947-1961) |
| 18 décembre 1966-1970 | Romain Germain                                                           | DVD                 |                                                           | Directeur de société Sous-préfet de Neufchâteau (1960-1963) |
| 1970-1982             | Georges Colin                                                            | DVD puis UDF-PR     |                                                           | Pépiniériste Maire de Bulgnéville (1965-1983) |
| 1982-1992             | Albert Voilquin                                                          | UDF                 |                                                           | Inspecteur central du Trésor Député (1958-1978) Sénateur (1977-1995), ancien maire de Neufchâteau (1963-1977), ancien conseiller général du canton de Neufchâteau |
| 1992-2001             | Christian Franqueville                                                   | DVG                 |                                                           | Employé Maire de Bulgnéville depuis 1983 Député (1997-2002 et 2012-2017) Conseiller régional (1988-1992 et 2004-2012)                                             |
| 2001-2015             | Luc Gerecke                                                              | DVD puis NC-UDI     | Vice-président délégué à la culture et à la communication | Préparateur en pharmacie Adjoint au maire de Bulgnéville (1994-2001) Elu en 2015 dans le Canton de Vittel                                                         |

## Démographie
| 1962  | 1968  | 1975  | 1982  | 1990  | 1999  | 2006  | 2011  | 2012  |
| ----- | ----- | ----- | ----- | ----- | ----- | ----- | ----- | ----- |
| 5 492 | 5 395 | 5 461 | 5 693 | 5 681 | 5 509 | 5 449 | 5 720 | 5 777 |